# Кубок Англії з футболу 1906—1907
Кубок Англії з футболу 1906—1907 — 36-й розіграш найстарішого футбольного турніру у світі, Кубка виклику Футбольної Асоціації, також відомого як Кубок Англії. Вдруге титул здобув Венсдей.

## Перший раунд
| Дата                  | Господарі            | Рахунок | Гості                              |
| --------------------- | -------------------- | ------- | ---------------------------------- |
| 12 січня              | Бристоль Сіті        | 4:1     | Лідс Сіті                          |
| 12 січня              | Бернлі               | 1:3     | Астон Вілла                        |
| 12 січня              | Ліверпуль            | 2:1     | Бірмінгем Сіті                     |
| 12 січня              | Саутгемптон          | 2:1     | Вотфорд                            |
| 12 січня              | Ноттс Каунті         | 1:0     | Престон Норт-Енд                   |
| 12 січня              | Ноттінгем Форест     | 1:1     | Барнслі                            |
| 17 січня Перегравання | Барнслі              | 2:1     | Ноттінгем Форест                   |
| 12 січня              | Блекберн Роверз      | 2:2     | Манчестер Сіті                     |
| 16 січня Перегравання | Манчестер Сіті       | 0:1     | Блекберн Роверз                    |
| 12 січня              | Венсдей              | 3:2     | Вулвергемптон Вондерерз            |
| 12 січня              | Болтон Вондерерз     | 3:1     | Брайтон енд Гоув Альбіон           |
| 12 січня              | Грімсбі Таун         | 1:1     | Вулвіч Арсенал                     |
| 16 січня Перегравання | Вулвіч Арсенал       | 3:0     | Грімсбі Таун                       |
| 12 січня              | Кру Александра       | 1:1     | Аккрінгтон Стенлі                  |
| 16 січня Перегравання | Аккрінгтон Стенлі    | 1:0     | Кру Александра                     |
| 12 січня              | Мідлсбро             | 4:2     | Нортгемптон Таун                   |
| 12 січня              | Вест-Бромвіч Альбіон | 1:1     | Сток                               |
| 17 січня Перегравання | Сток                 | 3:3     | Вест-Бромвіч Альбіон               |
| 21 січня Перегравання | Вест-Бромвіч Альбіон | 3:0     | Сток                               |
| 12 січня              | Сандерленд           | 4:1     | Лестер Фосс                        |
| 12 січня              | Дербі Каунті         | 1:1     | Честерфілд                         |
| 16 січня Перегравання | Честерфілд           | 1:1     | Дербі Каунті                       |
| 21 січня Перегравання | Честерфілд           | 0:4     | Дербі Каунті                       |
| 12 січня              | Лінкольн Сіті        | 2:2     | Челсі                              |
| 16 січня Перегравання | Челсі                | 0:1     | Лінкольн Сіті                      |
| 12 січня              | Берслем Порт Вейл    | 7:1     | Іртлінгборо Таун                   |
| 12 січня              | Гейнсборо Триніті    | 0:0     | Лутон Таун                         |
| 17 січня Перегравання | Лутон Таун           | 2:1     | Гейнсборо Триніті                  |
| 12 січня              | Евертон              | 2:0     | Шеффілд Юнайтед                    |
| 12 січня              | Ньюкасл Юнайтед      | 0:1     | Крістал Пелес                      |
| 12 січня              | Тоттенгем Готспур    | 0:0     | Галл Сіті                          |
| 17 січня Перегравання | Галл Сіті            | 0:0     | Тоттенгем Готспур                  |
| 21 січня Перегравання | Тоттенгем Готспур    | 1:0     | Галл Сіті                          |
| 12 січня              | Оксфорд Сіті         | 0:3     | Бері                               |
| 12 січня              | Фулгем               | 0:0     | Стокпорт Каунті                    |
| 16 січня Перегравання | Фулгем               | 2:1     | Стокпорт Каунті                    |
| 12 січня              | Брентфорд            | 2:1     | Глоссоп                            |
| 12 січня              | Бристоль Роверз      | 0:0     | Квінз Парк Рейнджерс               |
| 14 січня Перегравання | Квінз Парк Рейнджерс | 0:1     | Бристоль Роверз                    |
| 12 січня              | Портсмут             | 2:2     | Манчестер Юнайтед                  |
| 16 січня Перегравання | Манчестер Юнайтед    | 1:2     | Портсмут                           |
| 12 січня              | Вест Гем Юнайтед     | 2:1     | Блекпул                            |
| 12 січня              | Бертон Юнайтед       | 0:0     | Нью Бромптон                       |
| 16 січня Перегравання | Нью Бромптон         | 0:0     | Бертон Юнайтед                     |
| 21 січня Перегравання | Нью Бромптон         | 2:0     | Бертон Юнайтед                     |
| 12 січня              | Норвіч Сіті          | 3:1     | Гастінгс-енд-Сент-Леонардс Юнайтед |
| 12 січня              | Бредфорд Сіті        | 2:0     | Редінг                             |
| 12 січня              | Міллволл             | 2:0     | Плімут Аргайл                      |
| 12 січня              | Олдем Атлетік        | 5:0     | Кіддермінстер Гарріерз             |

## Другий раунд
До другого раунду увійшли переможці першого раунду.
| Дата                   | Господарі            | Рахунок | Гості             |
| ---------------------- | -------------------- | ------- | ----------------- |
| 2 лютого               | Бері                 | 1:0     | Нью Бромптон      |
| 2 лютого               | Саутгемптон          | 1:1     | Венсдей           |
| 7 лютого Перегравання  | Венсдей              | 3:1     | Саутгемптон       |
| 2 лютого               | Блекберн Роверз      | 1:1     | Тоттенгем Готспур |
| 7 лютого Перегравання  | Тоттенгем Готспур    | 1:1     | Блекберн Роверз   |
| 11 лютого Перегравання | Тоттенгем Готспур    | 2:1     | Блекберн Роверз   |
| 2 лютого               | Болтон Вондерерз     | 2:0     | Астон Вілла       |
| 2 лютого               | Вест-Бромвіч Альбіон | 1:0     | Норвіч Сіті       |
| 2 лютого               | Дербі Каунті         | 1:0     | Лінкольн Сіті     |
| 2 лютого               | Берслем Порт Вейл    | 2:2     | Ноттс Каунті      |
| 6 лютого Перегравання  | Ноттс Каунті         | 5:0     | Берслем Порт Вейл |
| 2 лютого               | Лутон Таун           | 0:0     | Сандерленд        |
| 6 лютого Перегравання  | Сандерленд           | 1:0     | Лутон Таун        |
| 2 лютого               | Вулвіч Арсенал       | 2:1     | Бристоль Сіті     |
| 2 лютого               | Фулгем               | 0:0     | Крістал Пелес     |
| 6 лютого Перегравання  | Крістал Пелес        | 1:0     | Фулгем            |
| 2 лютого               | Барнслі              | 1:0     | Портсмут          |
| 2 лютого               | Брентфорд            | 1:0     | Мідлсбро          |
| 2 лютого               | Бристоль Роверз      | 1:0     | Міллволл          |
| 2 лютого               | Вест Гем Юнайтед     | 1:2     | Евертон           |
| 2 лютого               | Бредфорд Сіті        | 1:0     | Аккрінгтон Стенлі |
| 2 лютого               | Олдем Атлетік        | 0:1     | Ліверпуль         |

## Третій раунд
До третього раунду увійшли переможці другого раунду. 
| Дата                   | Господарі            | Рахунок | Гості             |
| ---------------------- | -------------------- | ------- | ----------------- |
| 23 лютого              | Ліверпуль            | 1:0     | Бредфорд Сіті     |
| 23 лютого              | Ноттс Каунті         | 4:0     | Тоттенгем Готспур |
| 23 лютого              | Венсдей              | 0:0     | Сандерленд        |
| 27 лютого Перегравання | Сандерленд           | 0:1     | Венсдей           |
| 23 лютого              | Евертон              | 0:0     | Болтон Вондерерз  |
| 27 лютого Перегравання | Болтон Вондерерз     | 0:3     | Евертон           |
| 23 лютого              | Вест-Бромвіч Альбіон | 2:0     | Дербі Каунті      |
| 23 лютого              | Вулвіч Арсенал       | 1:0     | Бристоль Роверз   |
| 23 лютого              | Крістал Пелес        | 1:1     | Брентфорд         |
| 27 лютого Перегравання | Брентфорд            | 0:1     | Крістал Пелес     |
| 23 лютого              | Барнслі              | 1:0     | Бері              |

## Четвертий раунд
У цьому раунді зіграли переможці попереднього етапу.
| Дата                    | Господарі            | Рахунок | Гості          |
| ----------------------- | -------------------- | ------- | -------------- |
| 9 березня               | Венсдей              | 1:0     | Ліверпуль      |
| 9 березня               | Вест-Бромвіч Альбіон | 3:1     | Ноттс Каунті   |
| 9 березня               | Крістал Пелес        | 1:1     | Евертон        |
| 13 березня Перегравання | Евертон              | 4:0     | Крістал Пелес  |
| 9 березня               | Барнслі              | 1:2     | Вулвіч Арсенал |

## Півфінали
У півфіналах зіграли команди, що перемогли на попередньому етапі.
| Дата       | Господарі | Рахунок | Гості                |
| ---------- | --------- | ------- | -------------------- |
| 23 березня | Венсдей   | 3:1     | Вулвіч Арсенал       |
| 23 березня | Евертон   | 2:1     | Вест-Бромвіч Альбіон |

## Фінал
| 20 квітня 1907 |

| Венсдей                | 2:1      | Евертон  |
| ---------------------- | -------- | -------- |
| Стюарт 20' Сімпсон 86' | Протокол | Шарп 45' |

| Крістал Пелес, Лондон Глядачів: 84 584 Арбітр: Н.Віттекер |